# Sergio Castellitto

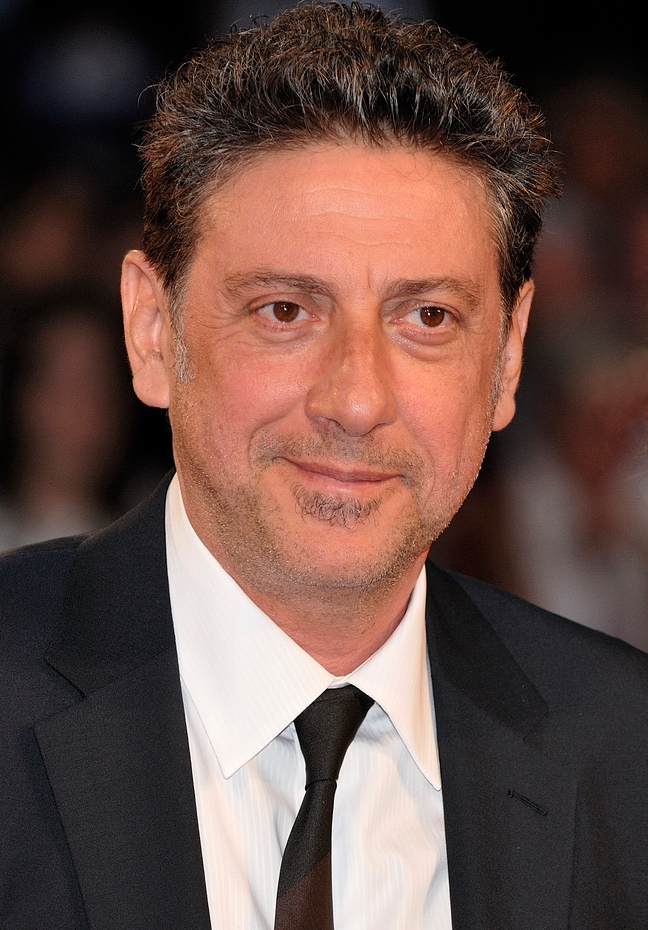
Sergio Castellitto

 Sergio Castellitto (Rome, 18 augustus 1953) is een Italiaans acteur en regisseur.

## Biografie
Hij is gehuwd met schrijfster Margaret Mazzantini van wie hij meerdere boeken verfilmde. Samen hebben ze vier kinderen.

## Eerbetoon
- 2002 - Beste Europese acteur (EFA-prijs) voor My Mother's Smile van Marco Bellocchio.[1]
- 2009 - Beste acteur op het Internationaal filmfestival van Rome voor "Alza la testa"
- 2013 - Luipaard op het Internationaal filmfestival van Locarno

## Filmografie

### Acteur
- The General of the Dead Army (1983)
- Il momento magico (1984)
- Western di cose nostre (1984), tv-film
- Dolce assenza (1986)
- Sembra morto... ma è solo svenuto (1986)
- Carefree Giovanni (1986)
- La famiglia (1987)
- Il mistero del panino assassino (1987)
- Non tutto rosa (1987)
- Love and Fear (1988)
- The Big Blue (1988)
- Little Misunderstandings (1989)
- Un cane sciolto (1990), tv-film
- Tre colonne in cronaca (1990)
- Alberto Express (1990)
- I taràssachi (1990)
- Una fredda mattina di maggio (1990)
- Stasera a casa di Alice (1990)
- Un cane sciolto 2 (1991), tv-film
- The Flesh (1991)
- Rossini! Rossini! (1990)
- Nessuno (1992)
- Un cane sciolto 3 (1992), tv-film
- Nero (1992)
- The Great Pumpkin (1993)
- Toxic Afair (1993)
- With Closed Eyes (1994)
- Il grande Fausto (1995), tv-film
- The Star Maker (1995)
- Silenzio si nasce (1996)
- Le cri de la soie (1996)
- Portraits chinois (1996)
- Hotel paura (1996)
- Quadrille (1997)
- Pronto (1997), tv-film
- Don Milani: Il priore di Barbiana (1997), tv-film
- Let There Be Light (1998)
- For Sale (1998)
- Que la lumière soit (1998)
- Libero Burro (1999)
- Padre Pio: Miracle Man (2000), tv-film
- The Last Kiss (2001)
- Unfair Competition (2001)
- Laguna (2001)
- Who Knows? (2001)
- Mostly Martha (2001)
- My Mother's Smile (2002)
- Ferrari (2003), tv-film
- Caterina  va in città (2003)
- Don't Move (2004)
- Ne quittez pas! (2004)
- Maigret: La trappola (2004), tv-film
- Maigret: L'ombra cinese (2004), tv-film
- The Wedding Director (2006)
- Paris, je t'aime (2006)
- The Missing Star (2006)
- Fuga per la libertà: L'aviatore (2008), tv-film
- The Chronicles of Narnia: Prince Caspian (2008)
- O professore (2008), tv-film
- Italians (2009)
- Around a Small Mountain (2009)
- Bets and Wedding Dresses (2009)
- Raise Your Head (2009)
- Love & Slaps (2010)
- A Perfect Family (2012)
- Twice Born (2012)
- In Treatment (2013), tv-serie
- Conclave (2024), als kardinaal Tedesco

### Regisseur
- Libero Burro (1999)
- Don't Move (2004)
- Love & Slaps (2010)
- Twice Born (2012)
- You Can't Save Yourself Alone (2015)